# Футбольный матч ФРГ — Австрия (1982)
Футбольный матч между сборными ФРГ и Австрии 1982 года — скандально известная футбольная встреча, проходившая в рамках группового этапа чемпионата мира 1982 года в испанском городе Хихон. Сборные ФРГ и Австрии играли последний матч третьего тура группового этапа на стадионе «Эль Молинон» (другая встреча третьего тура группового этапа между сборными Алжира и Чили состоялась за день до этого). Матч завершился победой западных немцев со счётом 1:0, единственный гол забил уже на 10-й минуте Хорст Хрубеш. Обе команды по итогам матча вышли в следующий этап, оставив за бортом дебютантов чемпионатов мира из Алжира, которые сенсационно обыграли Западную Германию со счётом 2:1.
Матч стал скандально известен в истории чемпионатов мира по футболу: бо́льшую часть игрового времени, прошедшего после гола немцев, обе команды откровенно убивали время. Они даже не пытались атаковать ворота противника, поскольку счёт 1:0 устраивал и западных немцев, и австрийцев. Такой факт вызвал огромное возмущение футбольных фанатов как на стадионе, так и во всём мире.
Эта встреча стала одним из самых неприятных моментов в истории чемпионата мира 1982 года. В Германии и Австрии она называется презрительно «Хихонский пакт о ненападении» (нем. Nichtangriffspakt von Gijón) — по аналогии с пактами о ненападении, заключавшимися Германией с разными странами перед Второй мировой войной — и «Хихонский позор» (нем. Schande von Gijón) — по аналогии с «Кордовским позором», произошедшим за четыре года до этого матча. В Алжире и Испании эту встречу называют не иначе как «Аншлюсом». На долгое время обе сборные потеряли авторитет в глазах европейских и мировых футболистов, тренеров и болельщиков. После этого матча ФИФА постановила проводить матчи последнего тура на групповых этапах в одно и то же время, чтобы избежать любых договорённостей.

## Предыстория
| М | Команда | И | В | Н | П | Мячи  | ±  | О |
| - | ------- | - | - | - | - | ----- | -- | - |
| 1 | Австрия | 2 | 2 | 0 | 0 | 3 − 0 | +3 | 4 |
| 2 | Алжир   | 3 | 2 | 0 | 1 | 5 − 5 | 0  | 4 |
| 3 | ФРГ     | 2 | 1 | 0 | 1 | 5 − 3 | +2 | 2 |
| 4 | Чили    | 3 | 0 | 0 | 3 | 3 − 8 | −5 | 0 |

И — игры, В — выигрыши, Н — ничьи, П — проигрыши, Мячи — забитые и пропущенные голы, ± — разница голов, О — очки

Перед началом последнего матча таблица в группе 2 имела следующий вид:
- Сборная Австрии выиграла две встречи против Чили (1:0) и Алжира (2:0) и возглавляла группу, опережаяя сборную Алжира за счёт лучшей разницы забитых и пропущенных мячей.
- На втором месте шла сборная Алжира, которая уже провела все три матча группового этапа, обыграв ФРГ (2:1), Чили (3:2) и проиграв Австрии (0:2).
- Сборная ФРГ, проигравшая Алжиру со счётом 1:2, обыграла во втором матче с крупным счётом 4:1 сборную Чили и в случае победы над Австрией могла выйти в плей-офф.
- Сборная Чили замыкала группу, проиграв все три матча и уже потеряла все шансы на выход из группы.

В случае равенства очков у команд для определения мест в группах использовались следующие принципы: 1) разница забитых и пропущенных мячей; 2) количество забитых мячей; 3) жеребьёвка. Сборной ФРГ нужно было выиграть с любым счётом у Австрии, чтобы пройти в следующий раунд; более того, западные немцы были особенно мотивированы — четыре года назад на чемпионате мира в Аргентине в городе Кордова Западная Германия умудрилась проиграть Австрии со счётом 3:2 и вылететь с чемпионата мира, и теперь немецкая сборная намеревалась отомстить за «Кордовский позор». Австрию устраивало поражение с разницей не более, чем в 2 мяча, а в случае ничьей или победы над немцами Австрия и Алжир вышли бы в следующий раунд (например, в случае ничьей у Австрии было бы 5 очков, у Алжира — 4, у ФРГ — 3).
В матче третьего тура Алжир-Чили после первого тайма счёт был 3:0 в пользу алжирцев. Если бы матч так и закончился, то сборным ФРГ и Австрии для выхода из группы необходимо было бы сыграть как минимум 4:3. Если бы алжирцы выиграли у чилийцев с разницей в 4 мяча, то сборная Алжира вышла бы во второй групповой этап независимо от результата матча ФРГ-Австрия.

## Ход матча
| ФРГ   | ФРГ | Австрия | Австрия   |
| · ФРГ | 25 июня 1982 года, Хихон Счёт: 1:0 (1:0) Судья: Боб Валентайн Отчёт о встрече Архивная копия от 12 декабря 2013 на Wayback Machine | 25 июня 1982 года, Хихон Счёт: 1:0 (1:0) Судья: Боб Валентайн Отчёт о встрече Архивная копия от 12 декабря 2013 на Wayback Machine                                                                                                   | · Австрия |
| · ФРГ | 1. Харальд Шумахер 15. Ули Штилике 20. Манфред Кальц 4. Карл-Хайнц Фёрстер 2. Ханс-Петер Бригель 11. Карл-Хайнц Румменигге (18. Лотар Маттеус, 66') 6. Вольфганг Дреммлер 3. Пауль Брайтнер 14. Феликс Магат 9. Хорст Хрубеш (8. Клаус Фишер) 7. Пьер Литтбарски Тренер: Юпп Дерваль | 1. Фридрих Концилия 3. Эрих Обермайер 2. Бернд Краусс 5. Бруно Пеццай 4. Йозеф Дегеорги 6. Роланд Хаттенбергер 19. Хериберт Вебер 8. Херберт Прохазка 10. Райнольд Хинтермайер 7. Вальтер Шахнер 9. Ханс Кранкль Тренер: Георг Шмидт | · Австрия |
| · ФРГ | 10′ Хорст Хрубеш | · 32' Райнольд Хинтермайер · 32' Вальтер Шахнер | · Австрия |

В самом начале встречи западные немцы завладели инициативой, и уже на 10-й минуте бундестим открыла счёт: Хорст Хрубеш отправил мяч в ворота после навеса Пьера Литтбарски. Счёт 1:0 в пользу ФРГ устраивал обе команды. На протяжении ещё 20 минут сборная Западной Германии осаждала австрийские ворота, организовав пять угловых. Однако удары Штилике, Ферстера и Бригеля не принесли результатов. Австрия играла от обороны и не помышляла об атаке. К концу первого тайма темп игры уже выровнялся, и обе команды стали играть осторожнее, боясь пропустить гол.
Во втором тайме игра окончательно успокоилась: в общей сложности обе команды нанесли три удара по воротам, и ни один из них не попал в створ. Игроки немецкой сборной сделали 8 перехватов, в среднем по одному в шесть минут. Коэффициент удачных передач у обеих команд превышал 90 %. Процент безошибочных передач на своей половине поля у Австрии составил 99 %, у Германии — 98 %.
В то время по правилам футбола вратарь мог брать мяч в руки после паса от своего игрока (правило, разрешавшее забирать мяч только после паса легитимной частью тела выше пояса, было введено позднее), чем и пользовались команды. Во втором тайме возникали довольно часто подобные ситуации, когда команда не хотела терять мяч на своей половине поля и передавала его вратарю. Единственным игроком, который пытался разрядить обстановку, был австриец Вальтер Шахнер, однако он так и не сумел поразить ворота Шумахера. Игра так и закончилась со счётом 1:0.

## Скандальное поведение игроков
Низкий темп игры и полное отсутствие спортивной активности и какого-либо соперничества были обусловлены тем, что в сложившейся ситуации ни Западная Германия, ни Австрия ничем не рисковали. Подобное поведение игроков вызвало массовое возмущение 41 тысячи болельщиков: испанцы размахивали белыми платками и скандировали «Fuera, fuera!» (с исп. — «Прочь, прочь!»), а алжирцы швырялись в игроков деньгами, обвиняя футболистов в жульничестве и нечестной игре. Терпение потеряли и комментаторы: австрийский телекомментатор Роберт Сигер попросил телезрителей выключить свои телевизоры, а немецкий комментатор Эберхард Станек открыто возмущался поведением игроков и воскликнул, что больше не будет комментировать «этот позор». Уже после матча немецкие и австрийские фанаты стали организовывать пикеты и демонстрации протеста против подобного поведения, а кто-то из немцев даже в знак протеста сжёг национальный флаг.
На следующий день газеты вышли с кричащими заголовками: испанцы публиковали статьи с названиями «Аншлюс», утверждая, что алжирцев откровенно обманули и оставили в дураках. Немцы и австрийцы писали о «позоре в Хихоне» и «Пакте о ненападении», рассказывая о возмущённых болельщиках. Карл-Хайнц Фёрстер после игры принёс извинения за подобное поведение и сказал: «По поводу выражения гнева алжирцев хочу заявить, что я их немножко понимаю: это выглядело так, как будто алжирцев выгнали с чемпионата мира. Я не мог больше играть во втором тайме — это действительно был пакт о ненападении».
Как на послематчевых конференциях и в послематчевых интервью, так и спустя многие годы игроки по-разному комментировали события:
- Пауль Брайтнер, игрок сборной ФРГ, в 2006 году давал интервью телеканалу ZDF во время проходившего тогда домашнего чемпионата мира. По поводу скандального матча Брайтнер заявил, что кто-то из игроков на этом пытался заработать.
- Вальтер Шахнер, нападающий сборной Австрии, утверждал, что боролся на поле просто потому, что ему забыли сообщить о договорённости игроков. По его словам, в перерыве некоторые футболисты договорились не вступать в единоборства друг с другом и не атаковать ворота противника, чтобы сохранить удобный счёт.
- Фридрих Концилия, вратарь сборной Австрии, вспоминал, как некоторые болельщики и комментаторы кричали в микрофоны, чтобы игроки не смели «спать на поле», а продолжали бороться. Впрочем, никто из игроков и слушать не хотел болельщиков, поскольку счёт на табло устраивал абсолютно всех[7].
- Ханс Кранкль, нападающий сборной Австрии, отказался что-либо комментировать и кратко ответил: «Я не знаю, что вы хотели, а мы лично прошли квалификацию»[8].

Представитель австрийской делегации Ханс Чак прокомментировал возмущение алжирцев следующим образом: «Конечно, всё это было тактически выгодно обеим командам и заранее ими предусмотрено. Но если вы думаете, что из-за этого 10 тысяч сынов пустыни должны устроить скандал на стадионе, то вы ошибаетесь — они просто многому ещё не научились. Когда пройдёт хотя бы 300 лет, когда дух миролюбия будет витать в воздухе, то  достаточно будет и одной слезинки, чтобы выслушать пострадавшего».

## Последствия
Если бы сборная ФРГ выиграла с разницей как минимум в три мяча, или бы произошла ничья, или бы австрийцы одержали победу, то Алжир прошёл бы дальше, а в зависимости от результата чемпионат покинули бы австрийцы (в случае победы ФРГ с разницей минимум в три мяча) или западные немцы (в случае победы Австрии или ничьей). Однако сложилось так, что «Лисы пустыни» остались за бортом чемпионата, а австрийцы обошли их по разнице забитых и пропущенных мячей. Алжирцы были взбешены подобным поступком обеих сборных и подали жалобу в ФИФА с требованием аннулировать результат встречи, но Алжиру было отказано в этом, и результат так и остался в силе.
Впоследствии Австрия вылетела на втором групповом этапе, уступив место в полуфинале сборной Франции, а ФРГ дошла до финала, где проиграла Италии со счётом 1:3. Спустя некоторое время ФИФА ввела новое правило: матчи заключительного тура на групповом этапе должны начинаться одновременно во избежание повторения подобных скандальных ситуаций.
Впрочем, подобная ситуация повторилась на чемпионате Европы в 2004 году: сборные Дании и Швеции в заключительном матче группового турнира сыграли вничью 2:2 и вместе вышли из группы, оставив за бортом чемпионата сборную Италии, которая обыграла Болгарию со счётом 2:1. Сборная Италии подала протест в УЕФА и потребовала наказать обе сборные, но получила отказ. Эта ситуация стала возможной из-за того, что на Чемпионатах Европы, в отличие от мировых первенств, при равенстве очков учитываются результаты личных встреч, в том числе и трёх команд, а не разница мячей.